# حصار باكو
حصار باكو هو حصار ضُرب على باكو عام 1501 من قبل الصفويين بقيادة إسماعيل الصفوي.
قيل لإسماعيل أن أهل باكو رفضوا الانصياع و"الإشادة" بممثلي الصفويين. في هذه الحالة، أرسل إسماعيل محمد بك أوستاجلو وإلياس بك هونوسلو للاستيلاء على باكو. ونظرًا لفشل محاولات قادته للاستيلاء على القلعة، انتقل إسماعيل مع قواته الرئيسية من محمود آباد إلى باكو في أوائل ربيع عام 1501. عند اقترابه من المدينة برفقة الأمراء، قام إسماعيل بتفقد أسوار القلعة وأبراجها وبواباتها وخندقها واحدًا تلو الآخر. وإدراكًا منهم أن الهجوم على القلعة سيكون صعبًا وقد يؤدي إلى خسائر، دخل الصفويون في حوار مع أهل باكو وقرروا إقناعهم بتسليم المدينة. وترأست الدفاع عن القلعة زوجة غازي بك ابن فرخ يسار.  قام إسماعيل بإرسال سفيره لمقابلة غازي وزوجته. استجابة لطلب سفير القزلباش الاستسلام، أمرت زوجة غازي بك بإعدامه. في مثل هذه الحالة، حاول أبو الفتح بك، دارغا باكو، ثنيه عن اتخاذ هذه الخطوة من خلال تهديده بغضب إسماعيل. لكن زوجة غازي بك أمرت بإعدام المشنقة أيضًا. بعد ذلك، أمر إسماعيل بعض المحاربين بأن يبنوا لأنفسهم تلالًا من التراب (مرشال) ويطلقوا النار منها على المحاصرين.